# José Antonio Echeverría
José Antonio Echeverría (Cárdenas, 16 luglio 1932 – L'Avana, 13 marzo 1957) è stato un rivoluzionario e leader studentesco cubano.

## Biografia
Nacque da una famiglia della classe media a Cárdenas, in seguito s'iscrisse all'Università dell'Avana, dove studiò architettura.
In seguito divenne presidente della federazione degli studenti universitari (Federación Estudiantíl Universitaria - FEU), fu anche un membro fondatore del Directorio Revolucionario Estudiantil (DRE), un'organizzazione militante che gioco un ruolo importante nella Rivoluzione cubana contro il presidente Fulgencio Batista. Era anche conosciuto con il soprannome di "Manzanita" in spagnolo "Piccola Mela".
Echeverría e alcuni suoi colleghi tentarono un atto clamoroso: un assalto con cui presero il controllo della Stazione Radio Nazionale di Cuba il 13 marzo 1957; da lì Echeverría mandò in onda un discorso contro il dittatore Batista, ma pochi minuti dopo fu costretto a fuggire e ingaggiò con una pattuglia di polizia uno scontro a fuoco, in cui rimase ucciso.